# Murderer's Row
Murderers’ Row foi o apelido de uma equipe de beisebol do New York Yankees no final dos anos 1920, amplamente considerado um dos melhores times da história. O apelido diz respeito aos seis rebatedores do time de 1927: Earle Combs, Mark Koenig, Babe Ruth, Lou Gehrig, Bob Meusel, e Tony Lazzeri.

## O "Murderers' Row" original
O termo foi originalmente cunhado em 1918 por um cronista esportivo para descrever a ordem de rebatedores do New York Yankees de 1918 antes da chegada de Babe Ruth. Um artigo de jornal de 1918 o descreve: "Os fãs do New York conheceram uma seção da ordem de rebatedores dos Yankees como  'murderers' row' (fila de assassinos). Era composta de seis jogadores da ordem de rebatedores—Gilhooley, Peckinpaugh, Baker, Pratt, Pipp e Bodie."

## Os Yankees de 1927

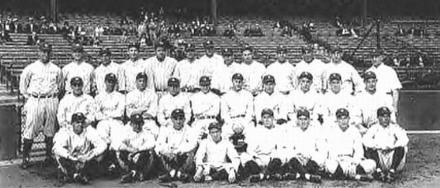
O time dos Yankees em 1927.

O termo foi inicialmente associado com o início do time dos Yankees com Babe Ruth e Lou Gehrig em meados da década de 1920, e geralmente é reconhecido por se referir especificamente à ordem de rebatedores da equipe de 1927.
O proprietário do time, Jacob Ruppert, é o homem a quem se credita a construção da equipe, embora o gerente geral Ed Barrow pode ter tido muito a ver com isso. Em um jogo de julho contra o Washington Senators, o Yankees bateu seu oponente por 21–1. No fim da partida o primeira base do Senators Joe Judge afirmou: "Esses caras não só te derrotam, eles destroem seu coração. Eu queria que a temporada estivesse acabando."

### Resultados da temporada
O Yankees de 1927 foi particularmente espetacular pelos padrões de beisebol dos Yankees. Após a World Series de 1926 para o St. Louis Cardinals, conseguiram cartel de vitórias/derrotas de 110–44 no ano seguinte, vencendo a flâmula da American League por 19 jogos de vantagem e varrendo o  Pittsburgh Pirates na World Series de 1927. Apenas quatro equipes ganharam mais jogos durante a temporada regular: o Chicago Cubs de 1906 e o  Seattle Mariners de 2001 com 116, o New York Yankees de 1998 com 114 e o Cleveland Indians de 1954 com 111. Entretanto, o Yankees de 1998 e o Mariners de 2001 jogaram com calendário de 162 jogos. Tanto os Cubs quanto os Indians perderam na World Series, enquanto os Mariners perderam para os Yankees na American League Championship Series de 2001. Os Yankees de 1998 tiveram cartel de 11–2 nos playoffs, varrendo o San Diego Padres na World Series de 1998.
Os Yankees de 1927 tiveram aproveitamento médio de 30,7%, slugged .489, anotaram 975 corridas e superaram seus oponentes com um recorde de 376 corridas. O campista central Earle Combs teve o melhor ano da carreira, rebatendo 35,6% com 231 rebatidas; o campista esquerdo Bob Meusel rebateu 33,7% com 103 RBIs e o segunda base Tony Lazzeri conseguiu 102 RBIs. Gehrig rebateu 37,3%, com 218 rebatidas, 52 duplas, 18 triplas, 47 home runs e um recorde na época de 175 RBIs, e ganhando o título de MVP da AL. Ruth acumulou aproveitamento de 35,6%, 164 RBIs, 158 corridas anotadas, com 137 walks. O número mais notável foram seus 60 home runs, quebrando seu próprio recorde e que permaneceu por 34 anos até Roger Maris atingir 61; entretanto, assim como os Yankees de 1998 e os Mariners de 2001, foi feito com calendário de 162 jogos.
Os arremessadores lideram a liga com ERA de 3.20, incluso aí Waite Hoyt, com 22 vitórias e 7 derrotas, número que empatou na liderança da liga e  Herb Pennock, com 19 vitórias e 8 derrotas. Wilcy Moore venceu 16 jogos como reliever. O time de 1927 dos Yankees posteriormente teria seis jogadores e o treinador Miller Huggins e o presidente da organização Ed Barrow no Baseball Hall of Fame; apenas os Yankees de 1928 tiveram mais com nove jogadores além de Huggins e Barrow. Outros três arremessadores dos Yankees tiveram ERAs abaixo de 3.00 naquela temporada. Após varrer os Pirates na Series, os Yankees repetiram a façanha contra os Cardinals na World Series de 1928. Os Yankees permanecem como o único time com varridas na World Series em anos consecutivos; as equipes dos Yankees de 1938–1939 e 1998–1999 repetiram o feito.

### Elenco
| †   | Eleito para o Baseball Hall of Fame |
| #   | Posição na ordem                    |
| AB  | Vezes ao bastão                     |
| H   | Rebatidas                           |
| BA  | Aproveitamento ao bastão (%)        |
| OBP | On-base percentage                  |
| SLG | Slugging percentage                 |
| HR  | Home runs                           |
| RBI | Corridas impulsionadas              |

| # | Jogador       | Posição | Jogos | AB  | H   | BA   | OBP  | SLG  | HR | RBI |
| - | ------------- | ------- | ----- | --- | --- | ---- | ---- | ---- | -- | --- |
| 1 | Earle Combs†  | CF      | 152   | 648 | 231 | 35,6 | .414 | .511 | 6  | 64  |
| 2 | Mark Koenig   | SS      | 123   | 526 | 150 | 28,5 | .320 | .382 | 3  | 62  |
| 3 | Babe Ruth†    | RF      | 151   | 540 | 192 | 35,6 | .486 | .772 | 60 | 164 |
| 4 | Lou Gehrig†   | 1B      | 155   | 584 | 218 | 37,3 | .474 | .765 | 47 | 175 |
| 5 | Bob Meusel    | LF      | 135   | 516 | 174 | 33,7 | .393 | .510 | 8  | 103 |
| 6 | Tony Lazzeri† | 2B      | 153   | 570 | 176 | 30,9 | .383 | .482 | 18 | 102 |
| 7 | Joe Dugan     | 3B      | 112   | 387 | 104 | 26,9 | .321 | .362 | 2  | 43  |
| 8 | Pat Collins   | C       | 92    | 251 | 69  | 27,5 | .407 | .418 | 7  | 36  |

| Jogador          | Posição | Jogos | AB  | Rebatidas | BA   | HR | RBI |
| ---------------- | ------- | ----- | --- | --------- | ---- | -- | --- |
| Benny Bengough   | C       | 31    | 85  | 21        | 24,7 | 0  | 10  |
| Johnny Grabowski | C       | 70    | 195 | 54        | 27,7 | 0  | 25  |
| Mike Gazella     | IF      | 54    | 115 | 32        | 27,8 | 0  | 9   |
| Ray Morehart     | IF      | 73    | 195 | 50        | 25,6 | 1  | 20  |
| Julie Wera       | IF      | 38    | 42  | 10        | 23,8 | 1  | 8   |
| Cedric Durst     | OF      | 65    | 129 | 32        | 24,8 | 0  | 25  |
| Ben Paschal      | OF      | 50    | 82  | 26        | 31,7 | 2  | 16  |

| Jogador        | Posição | G  | IP      | W  | L | ERA  | SO |
| -------------- | ------- | -- | ------- | -- | - | ---- | -- |
| Waite Hoyt†    | SP      | 36 | 256+1⁄3 | 22 | 7 | 2.63 | 86 |
| Herb Pennock†  | SP      | 34 | 209+2⁄3 | 19 | 8 | 3.00 | 51 |
| George Pipgras | SP      | 29 | 166+1⁄3 | 10 | 3 | 4.11 | 81 |
| Dutch Ruether  | SP      | 27 | 184     | 13 | 6 | 3.38 | 45 |
| Urban Shocker  | SP      | 31 | 200     | 18 | 6 | 2.84 | 35 |
| Myles Thomas   | RP      | 21 | 88+2⁄3  | 7  | 4 | 4.87 | 25 |
| Bob Shawkey    | RP      | 19 | 43+2⁄3  | 3  | 4 | 2.89 | 23 |
| Joe Giard      | RP      | 16 | 27      | 0  | 0 | 8.00 | 10 |
| Walter Beall   | RP      | 1  | 1       | 0  | 0 | 9.00 | 0  |
| Wilcy Moore    | RP      | 50 | 213     | 19 | 7 | 2.28 | 75 |

## Legado
O termo "Murderers' Row" é comumente usado para descrever equipes com formidável talento.
Durante a disputa da American League Division Series de 2006, o treinador do Detroit Tigers, Jim Leyland se referiu ao Yankees como "Murderers' Row and Cano" como a ordem de rebatedores consistia de jogadores tais como Johnny Damon, Derek Jeter, Bobby Abreu, Gary Sheffield, Hideki Matsui, Alex Rodriguez, Jason Giambi, Jorge Posada e o segunda base Robinson Canó. Todos com múltiplas aparições no All-Star Game. Apesar da nomenclatura de Leyland, o time não obteve o mesmo sucesso da equipe original de 1927, sendo batidos pelos Tigers naquela série.